# Whitley (Coventry)
Pour les articles homonymes, voir Whitley.
Whitley est une banlieue du sud de la ville de Coventry.
Elle abrite l’usine et le siège de Jaguar Land Rover.

## Historique
Whitley Coventry